# Judarskogens naturstig

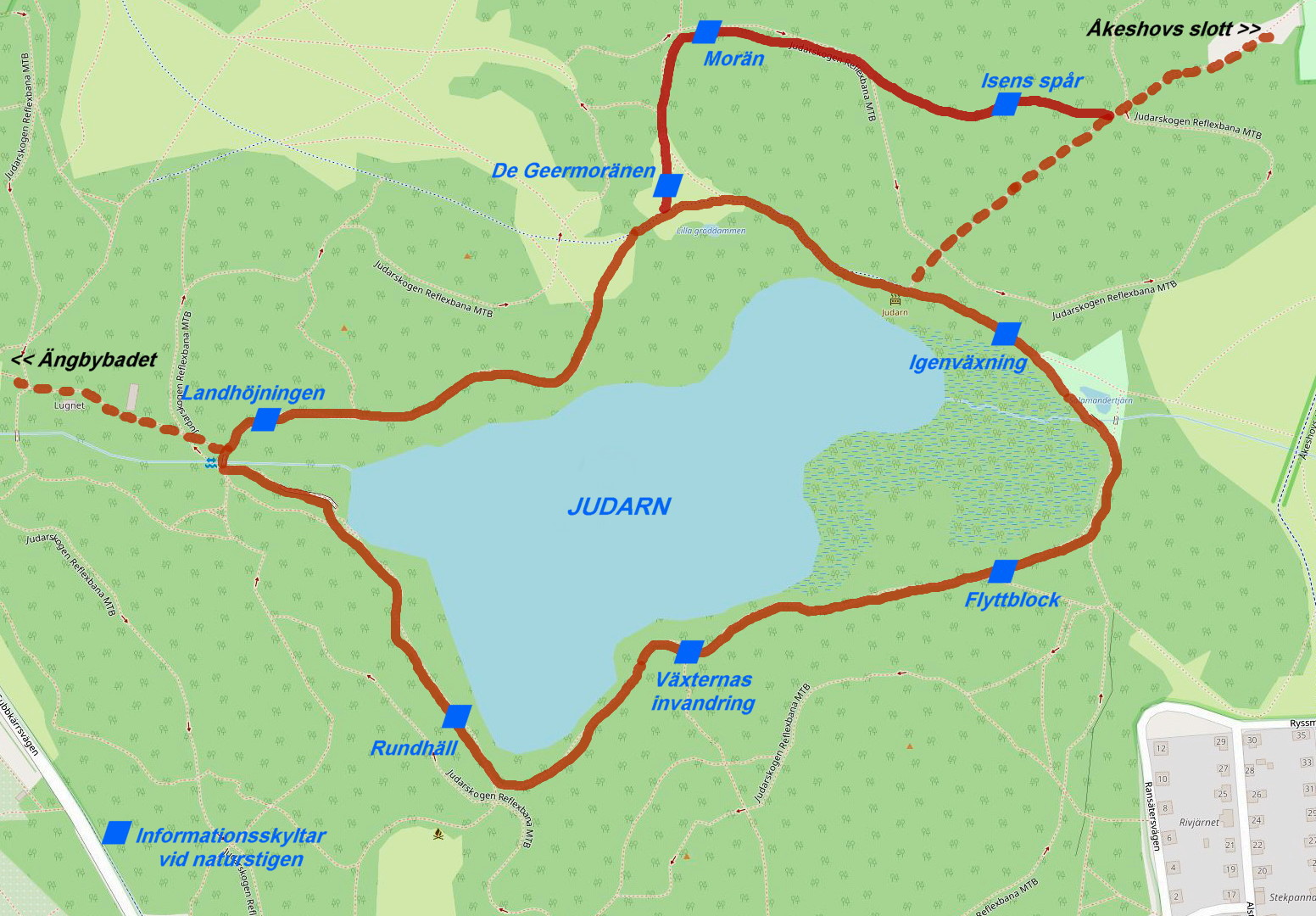
Judarskogens naturstig karta.

Judarskogens naturstig är en drygt två kilometer lång vandringsled runt sjön Judarn i stadsdelarna Nockebyhov och Södra Ängby i Bromma i Stockholms kommun. Naturstigen har fokus på hur senaste istiden formade landskapet runt sjön.

## Beskrivning

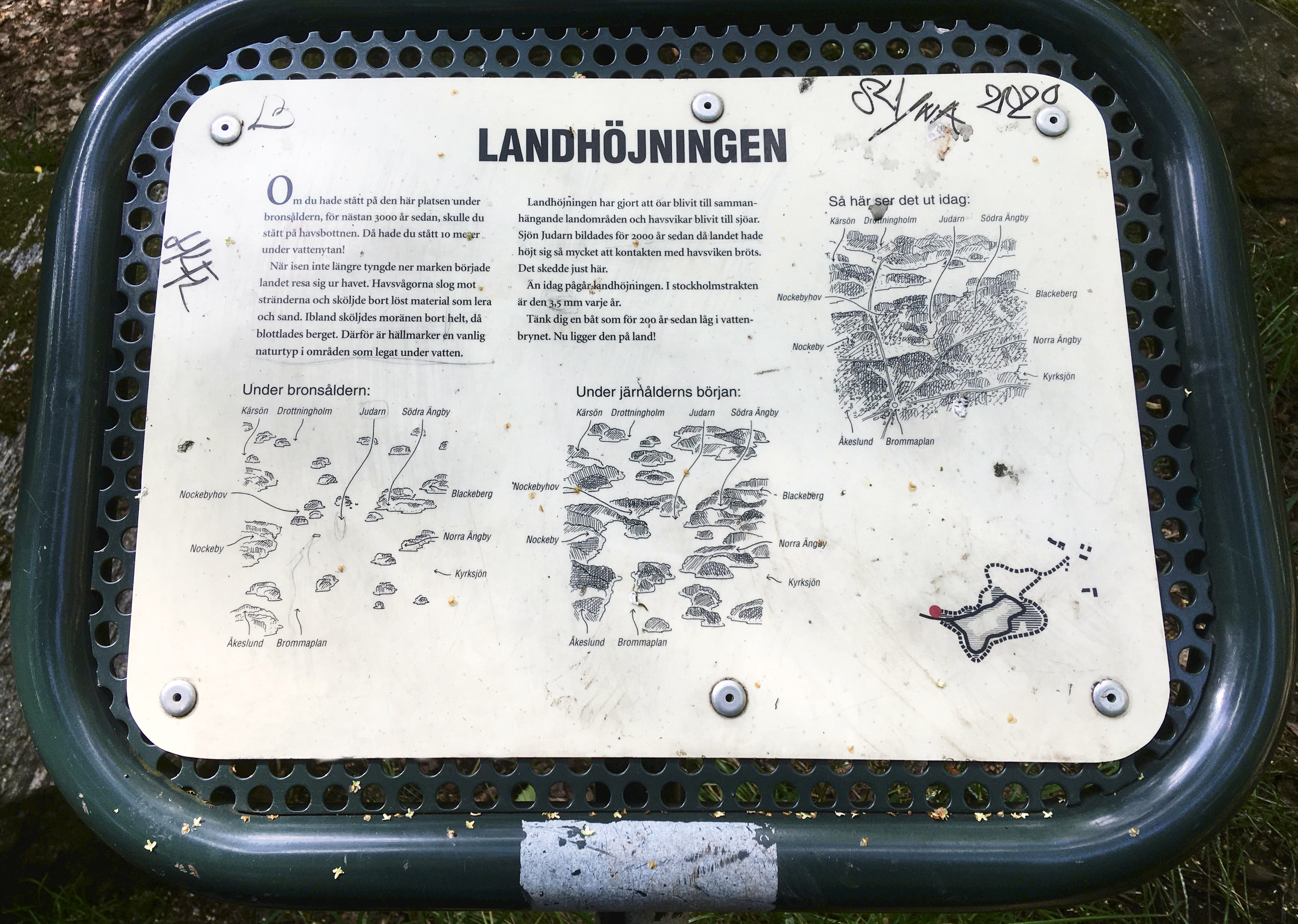
Skylt "Landhöjningen".

Naturstigen ligger inom Judarskogens naturreservat och iordningställdes år 1996 av dåvarande Stockholms Gatu- och Fastighetskontor. Lämplig startpunkt är parkeringen vid Ängbybadet eller vid Åkeshovs slott. Vid sjön finns flera iordningställda rast- och grillplatser. Stigens svårighetsgrad uppges som ”lätt” dock ej lämplig för rullstolsburna personer. Markeringsfärgen är blå.
Runt sjön Judarn finns flera spår från senaste istiden som lämnade Stockholmstrakten för cirka 10 000 år sedan. Omkring år 8 400 f.Kr. sträckte sig inlandsisens kant längs med nordöstra sidan av Judarn. Särskilt intressanta är de så kallade De Geer-moränerna som ser ut som upphöjda, långsmala stensamlingar. De Geermoränerna vid Judarn undersöktes och förklarades i början av 1900-talet av geologen Gerhard De Geer som var bosatt i Bromma. De efter honom uppkallade moränerna är klassade som riksintresse.
Intill naturstigen berättar åtta informationstavlor om hur isen format landskapet kring sjön. Varje informationsskylt har ett eget tema: ”Istidens spår”, ”Morän”, ”Flyttblock”, ”Landhöjningen”, ”Rundhäll”, ”Växternas invandring”, ”Igenväxningen” och ”De Geermoränen”. På skylten ”Landhöjningen” kan man exempelvis läsa att man på denna plats för 3 000 år sedan skulle ha stått tio meter under havsytan. Skylten ”Rundhäll” beskriver en rundhäll med isräfflor som skapades när i isen fastfrusta stenblock rispade berget och skylten ”Igenväxningen” gör läsaren uppmärksam på en av Stockholms få fuktlövskogar.

## Bilder

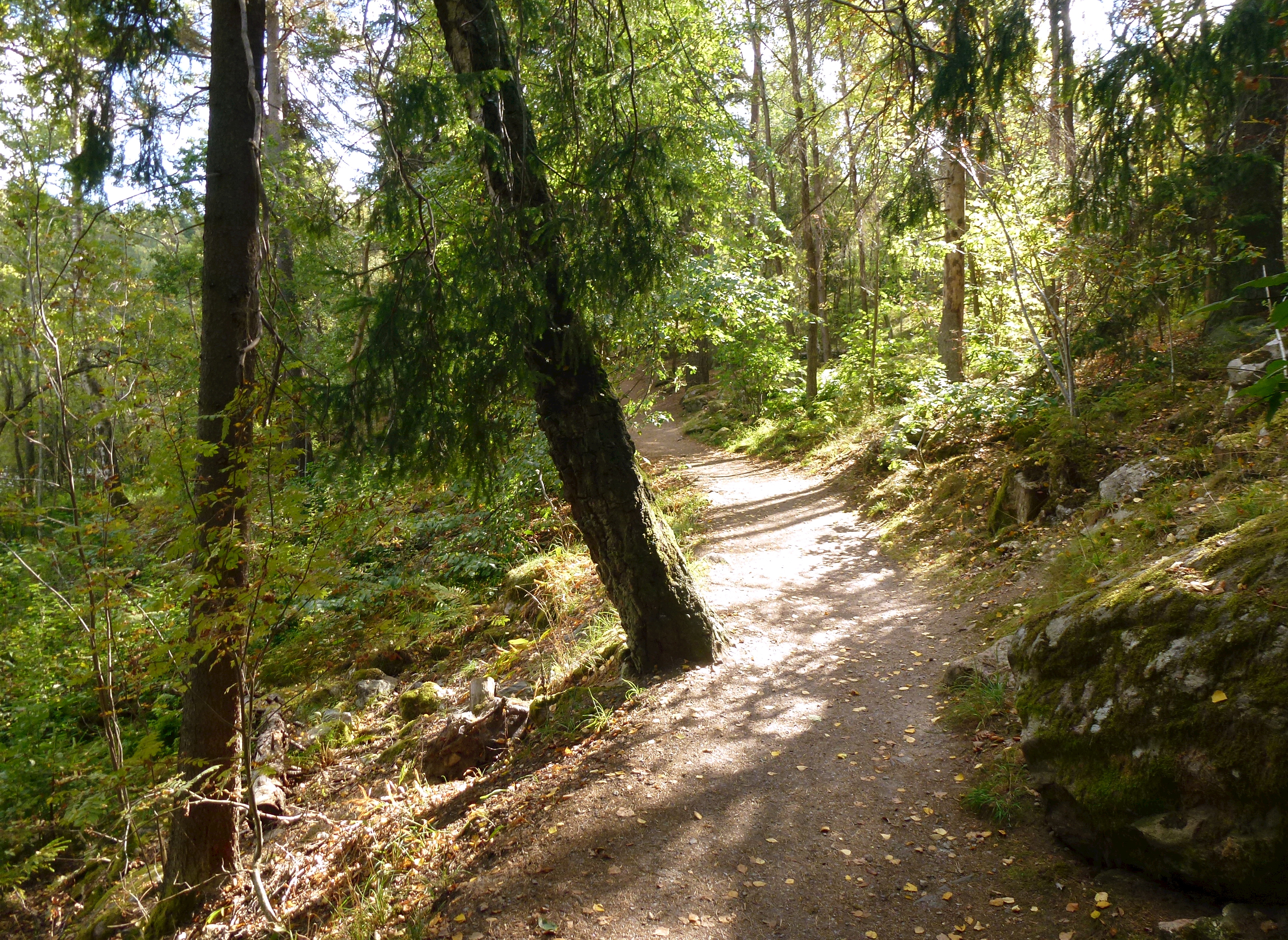
Judarskogens naturstig vid södra sidan.
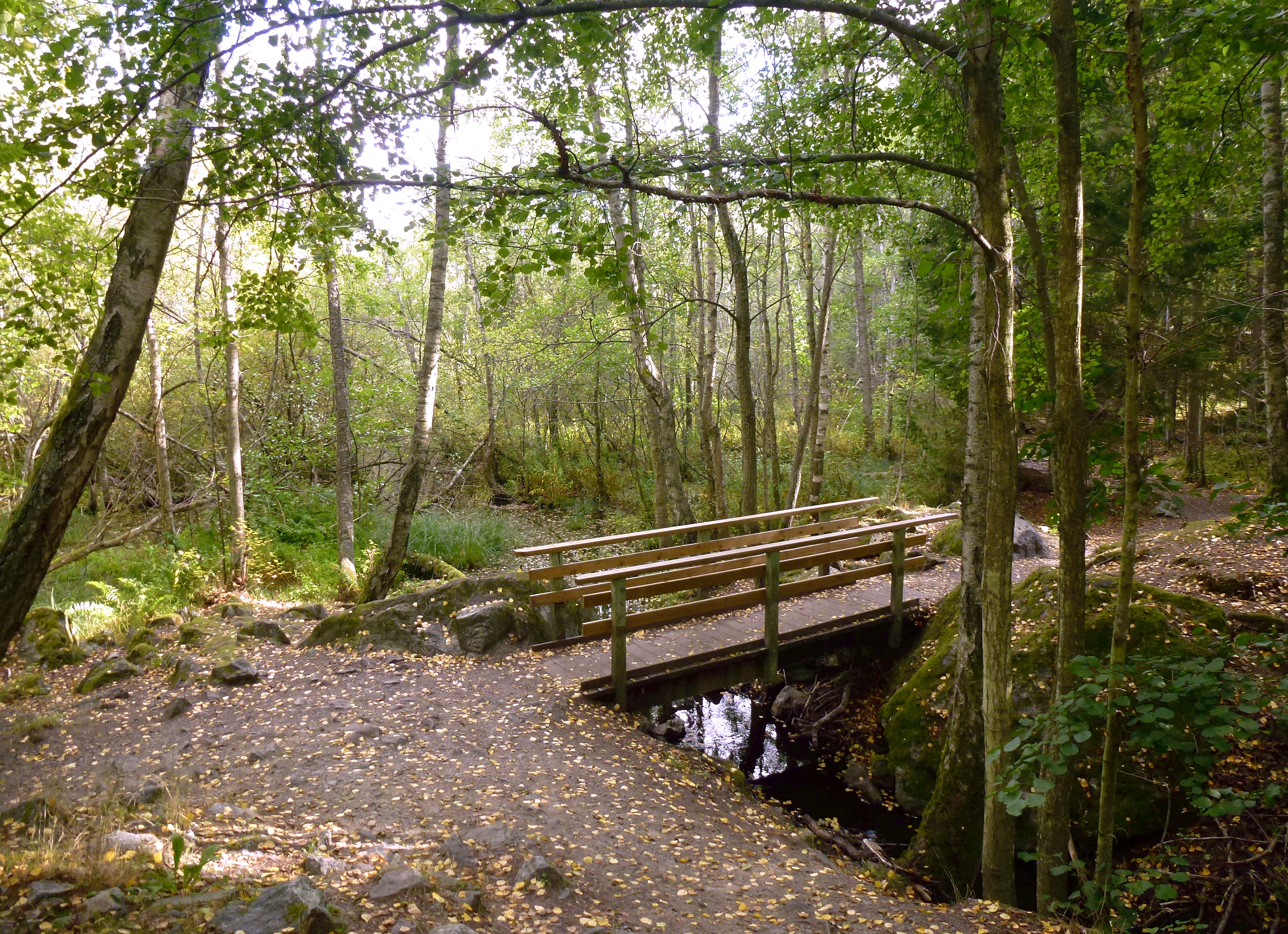
Judarskogens naturstig över kvarnbäcken.
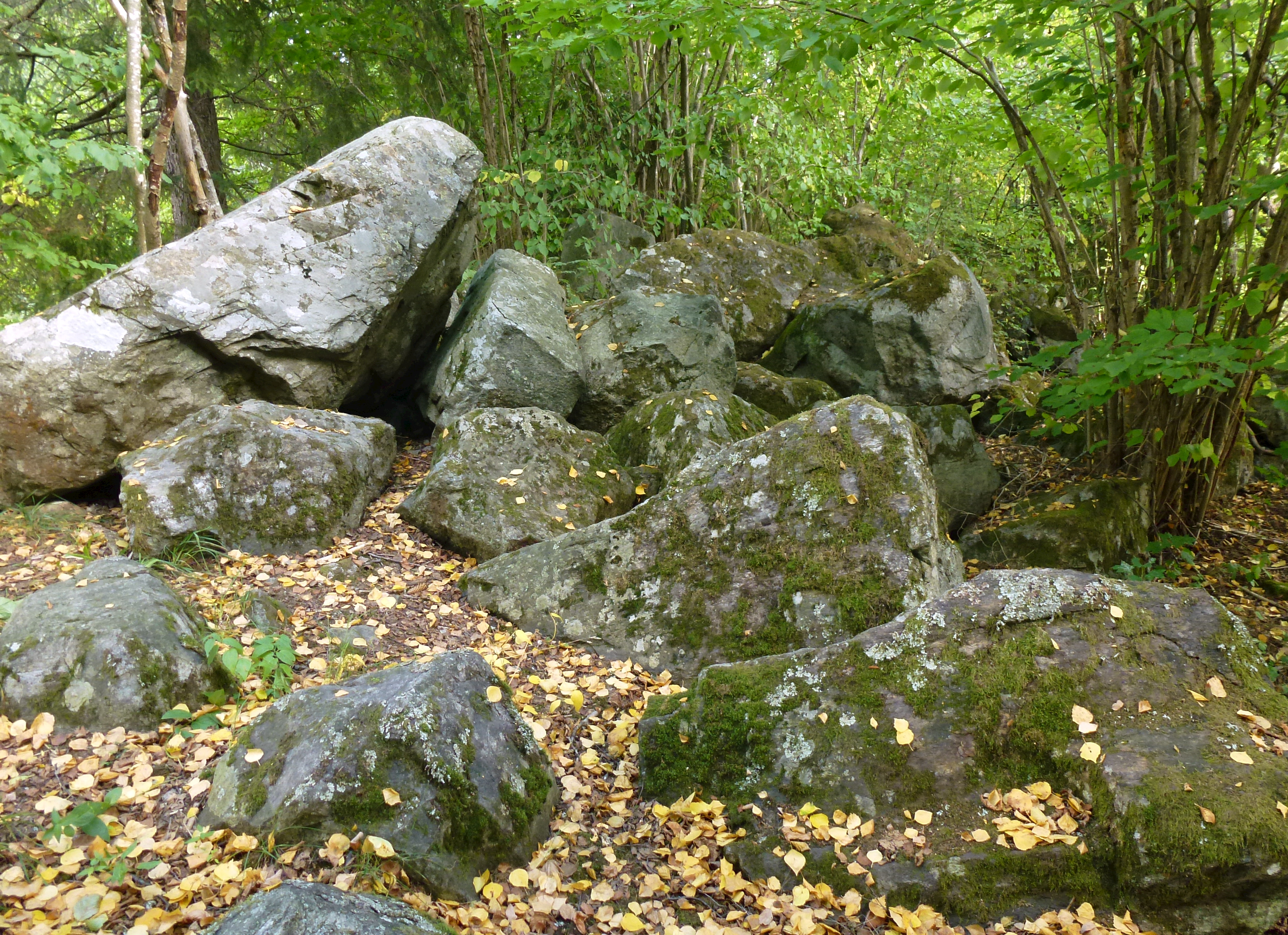
Exempel på en De Geer-morän vid naturstigen.
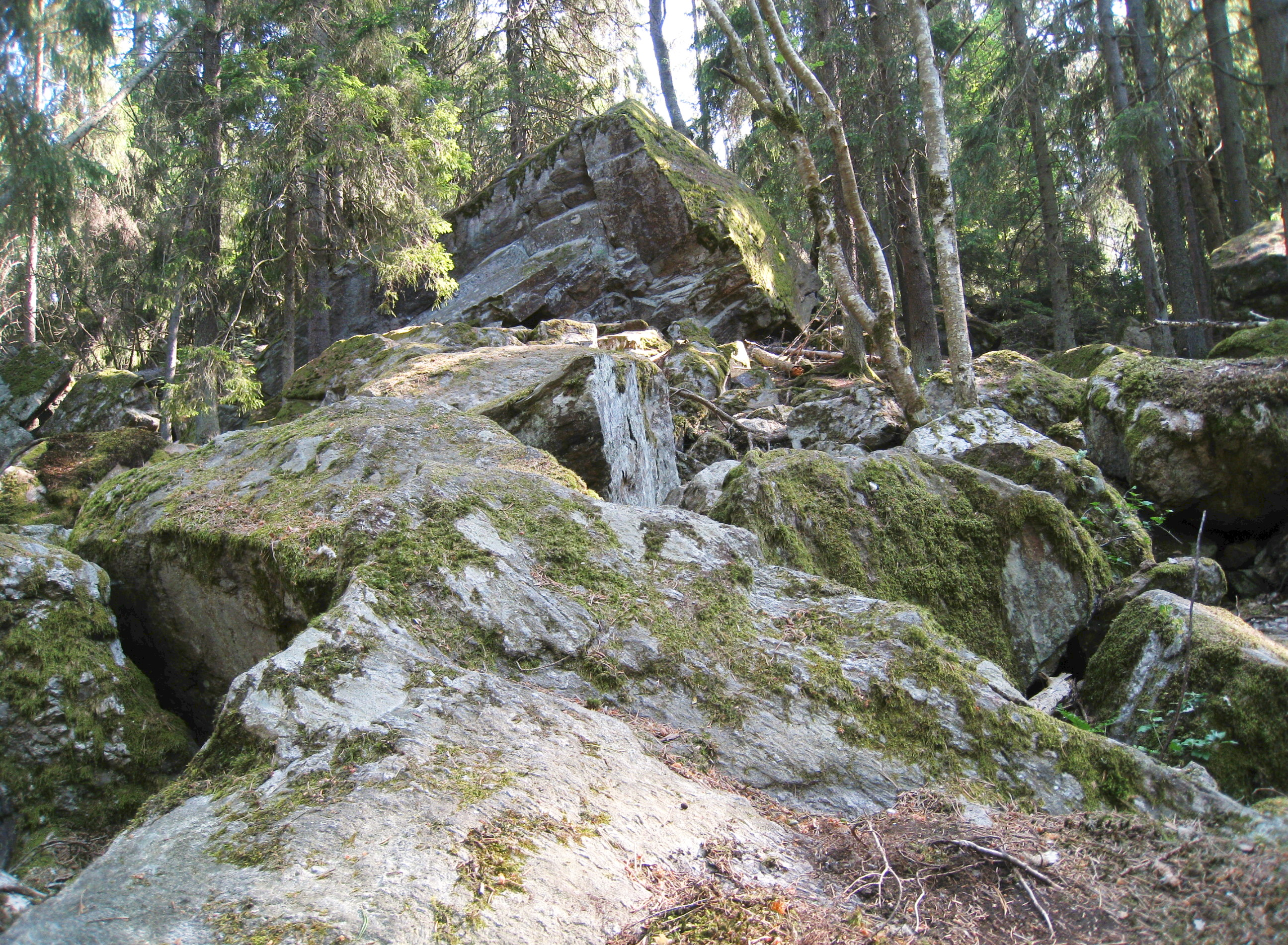
Exempel på flyttblock vid naturstigen.

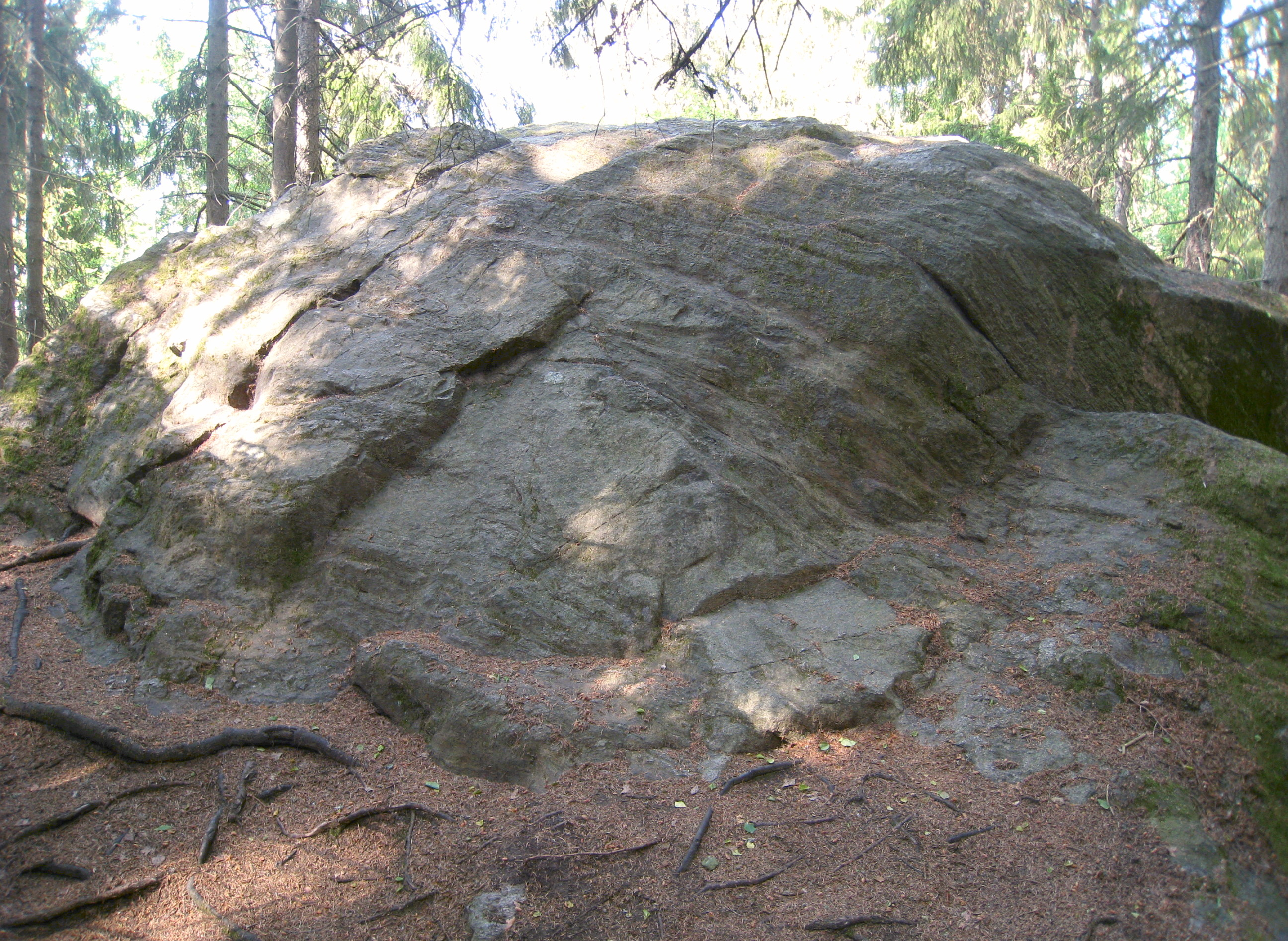
Rundhäll med isräfflor.
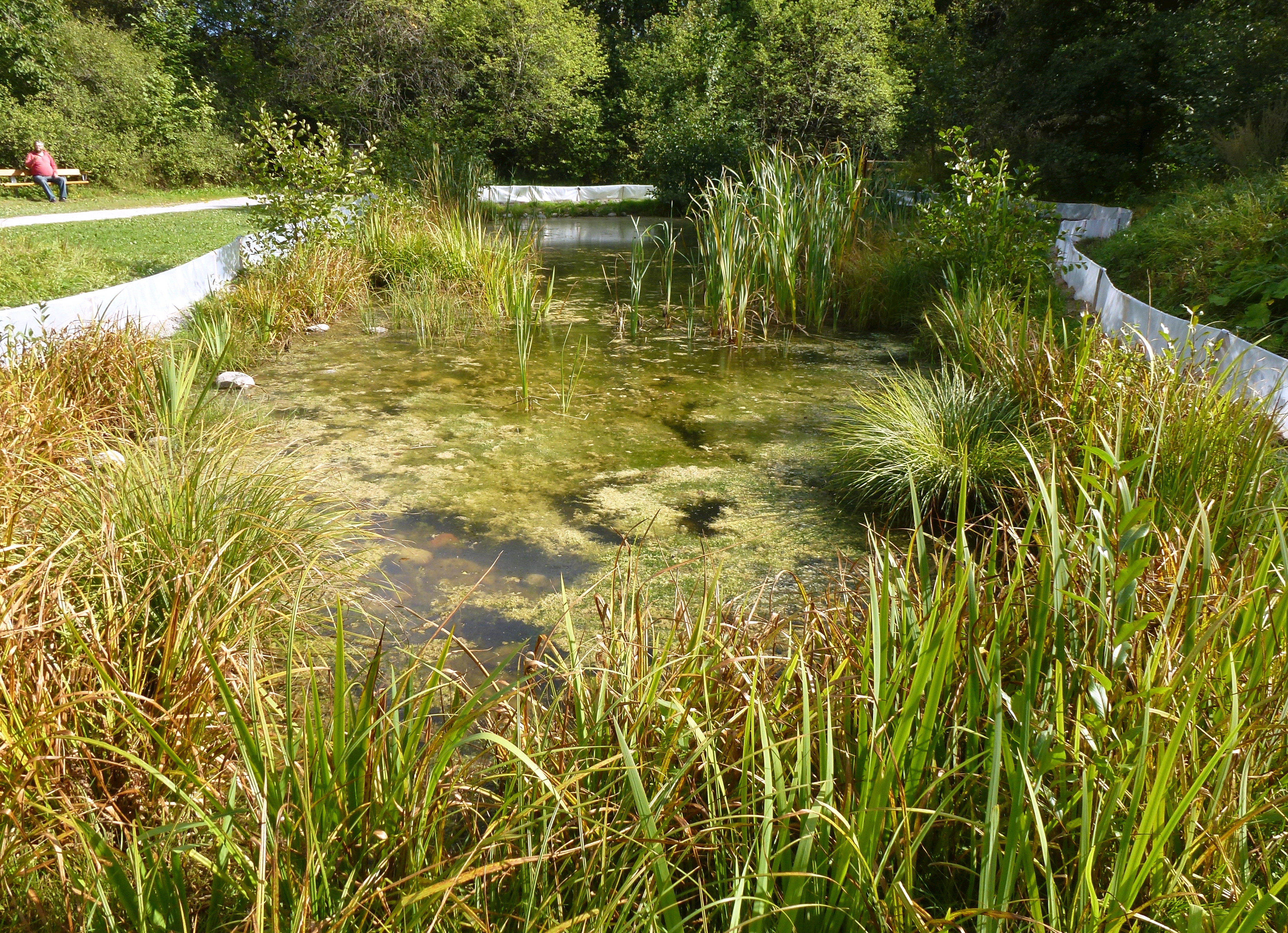
Groddammen.
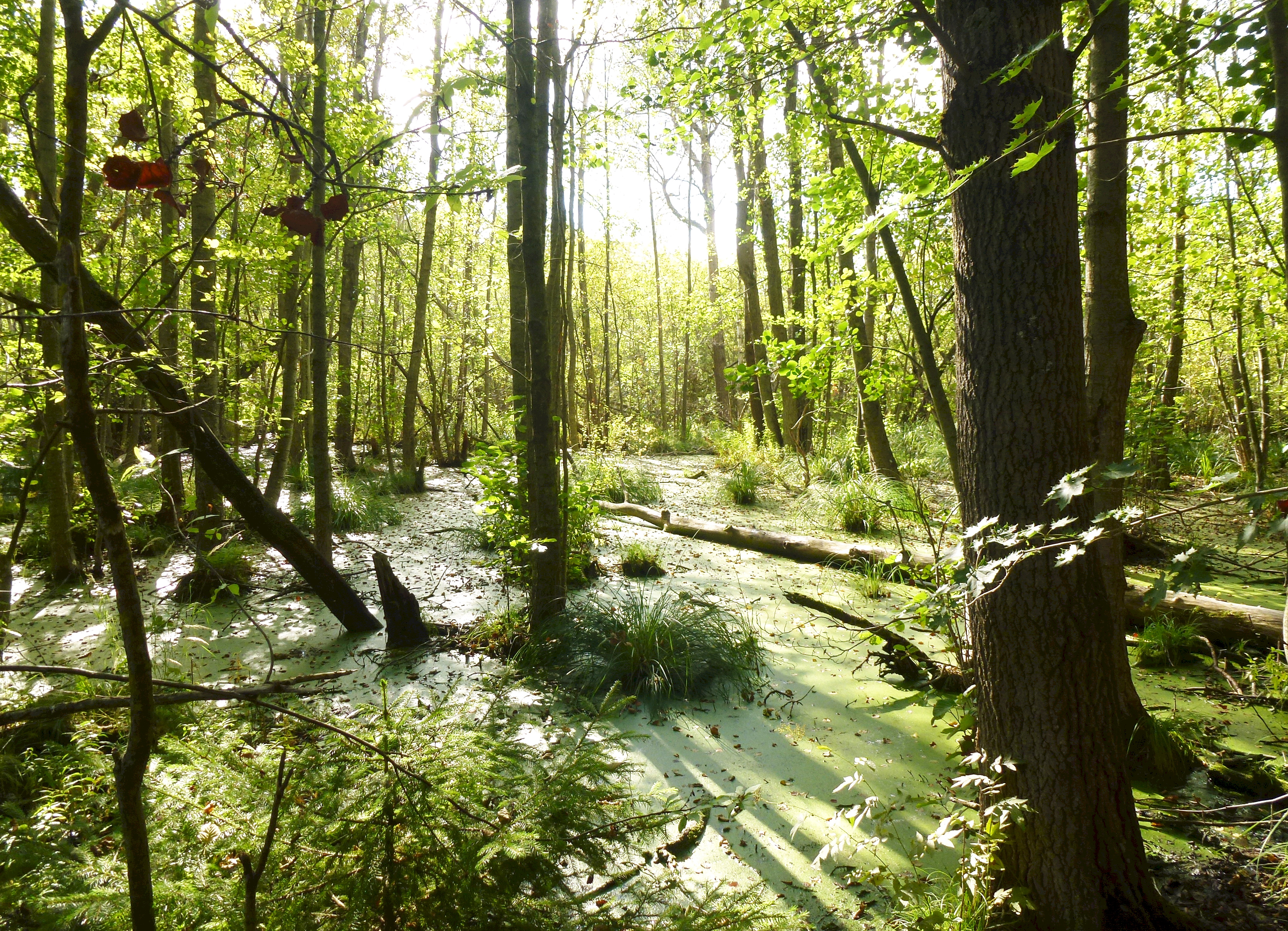
Fuktlövskogen.
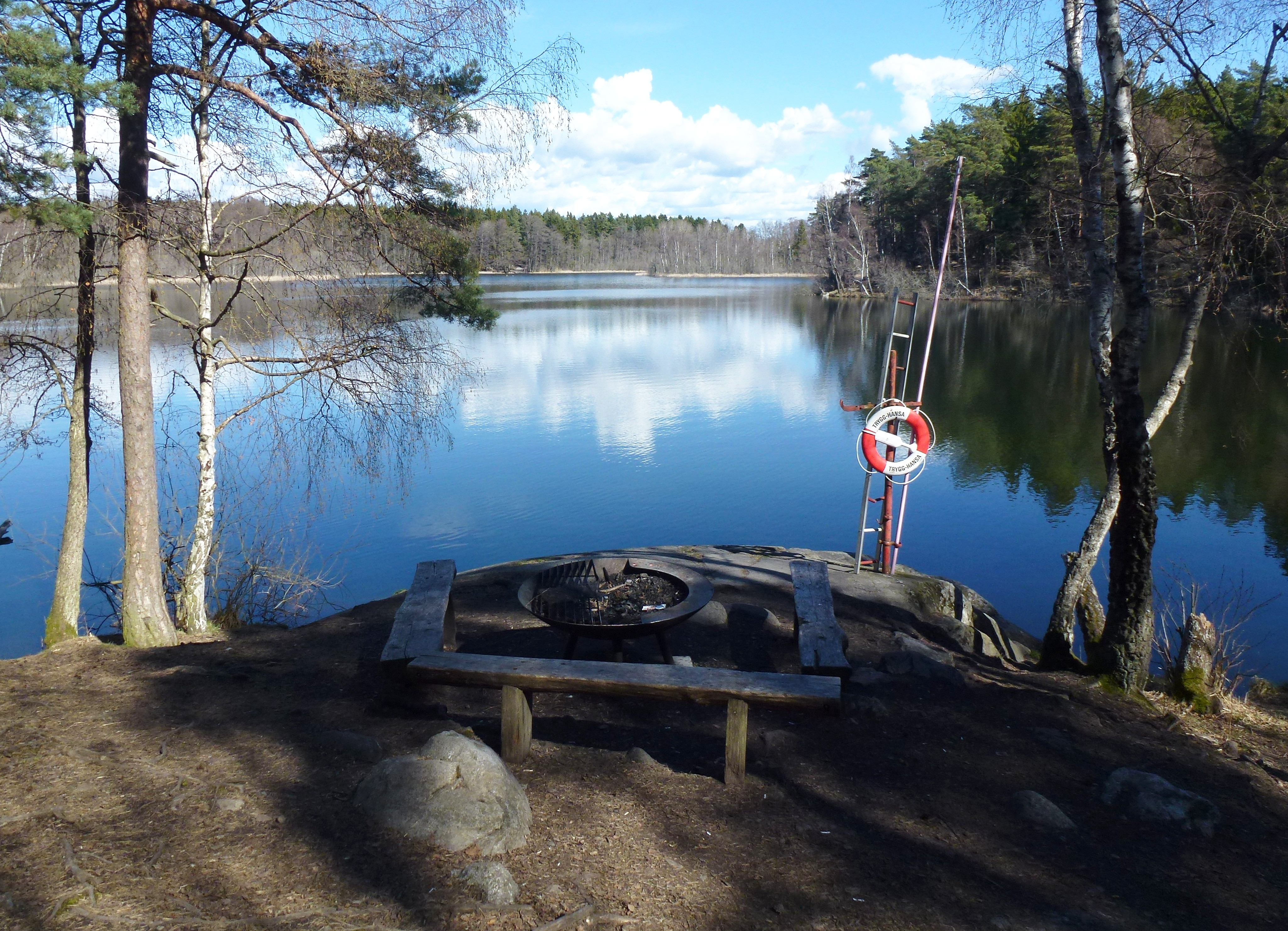
Sjön och en av rastplatserna.

## Andra sjönära vandringar i Stockholms län
- Aspens naturstig (7,5 km)
- Bornsjöns natur- och kulturstig (11 km)
- Brunnsviken runt på Hälsans stig (11 km)
- Djurgårdsbrunnsviken runt på Hälsans stig (7 km)
- Elfviksleden (9 km)
- Flaten runt (7,2 km)
- Gömmarrundan (3,5 km)
- Havtornsuddslingan (4,5 km)
- Källtorpssjön runt (5 km)
- Måsnarenleden (12 km)
- Mälarpromenaden (4,8 km)